# IgroMir
IgroMir（イグロミール、Игромир）は、ロシア共和国で開催される、コンピュータゲームをはじめとするコンピューターエンタテイメントの展示会である。

## 概要
2006年から毎年秋に開催される。単にゲームの展示、試遊の場に留まらず二次元ポップカルチャーや来場者のコスプレなどで盛り上がるロシア最大の愛好家のイベントになっている。日本からも任天堂、バンダイナムコ、ソニー・インタラクティブエンタテインメント等が出展する。

## 開催実績
- 2006年〜2010年 - 11月に全ロシア博覧センターで開催された
- 2011年〜 - クロックス・エキスポで開催される

## 会場
- 全ロシア博覧センター - 2006年〜2010年
- クロックス・エキスポ - 2011年〜